# Giovanni Andrea Vavassore

Carte du monde, 1546.

Giovanni Andrea Vavassore (dit aussi Zoan Andrea Vavassore) est un cartographe, imprimeur et éditeur italien, actif à Venise au XVIe siècle,.

## Biographie
Il a vécu et travaillé à Venise pour la plus grande partie de sa vie. Sa longue activité se situe entre 1530 et 1572. Graveur, cartographe et éditeur, Vavassore se fait connaître en 1532 par une Espagne, première carte de la péninsule ibérique indépendante, c'est-à-dire non incluse dans un Ptolémée. Il donne ensuite une grande carte de France de 76 centimètres de longueur sur 56 de hauteur, en 4 feuilles, copie de la carte d'Oronce Fine, une Grèce en 4 feuilles (1545), une Grande-Bretagne (1556), sans négliger les provinces italiennes : Frioul (1557), Toscane (1559) et les plans de villes. Vavassore a également su s'inspirer des portulans pour améliorer la cartographie de la Méditerranée orientale (1539). 
À partir de 1546, Giovanni Andrea n'édite plus que sous son nom seul. Dans le nombre de ses principales publications, les éditions de l'Arioste méritent une mention particulière. La première connue est celle de 1549 ; viennent ensuite des éditions de divers formats, avec des modifications successives, en 1554, 1556, 1559, 1561 (deux éditions, in-8° et in-4°, dans cette seule année), 1562, 1566, 1567, et 1568. 

## Carrière
Il commence sa carrière en tant que graveur et a commencé à publier en 1530.
Il est particulièrement connu pour son Corona di Racammi (« Couronne de Broderie »), qui a été publié en 1530 et repris deux ans plus tard.
Il est connu pour avoir imprimé les cartes suivantes :
- Tabula Hungariae
- Totius Graeciae Descriptio (en)